# Mateusz Grzesiak
Mateusz Grzesiak (Białystok, nacido el 3 de abril de 1980) es un consultor polaco, psicólogo, profesor universitario, doctor en ciencias económicas y sociales. Autor de libros en el campo de la gestión, el marketing y la psicología. Autor de Mixed Mental Arts: un modelo integrado de habilidades blandas. Grzesiak contribuyó significativamente a la creación y luego a la popularización del mercado de desarrollo personal en Polonia.

## Educación
Grzesiak se graduó de la Facultad de Derecho y Administración de la Universidad de Varsovia (2004) y de la Facultad de Psicología de la Universidad de Ciencias Sociales y Humanidades (2008). Fue becario en la Universidad Rhine Friedrich Wilhelm de Bonn, Alemania (2002-2003). Tiene un Doctorado en Administración con especialidad en Economía (2017) y doctor en ciencias sociales en la disciplina de la pedagogía (2020). También tiene un doctorado en psicología (2021).

## Actividades y áreas de negocio
La actividad empresarial de Mateusz Grzesiak comenzó en 2005. Desde 2013, ha ocupado el cargo de director del Instituto Starway Ltd. La compañía ofrece productos de formación dedicadas a los individuos, así como a corporaciones y clientes de negocios.
Sus enseñanzas y entrenamientos los realiza en Polonia y en el extranjero, incluyendo América Latina (en español en México, Colombia, Ecuador, y en portugués en Brasil), y en Europa (en alemán en Alemania, en Inglés en Suiza, Inglaterra, Eslovenia, Israel y en ruso en Ucrania). Participó como ponente en diversos congresos internacionales sobre el tema del liderazgo (en los Estados Unidos). En 2018 ha sido miembro del jurado durante el concurso Inspiradores en el Negocio: el Mejor Empresario.
Grzesiak implementó proyectos estratégicos relativos a las ventas y la administración de entidades privadas del área automotriz, del petróleo, de la energía, FMCG (bienes de consumo de alta rotación), cosmética, del sistema bancario, de seguros y las industrias de TI, incluyendo marcas como Audi, Arbonne, Google, Coca-Cola, Volkswagen Bank, Aviva, Porsche, Atlas, Noble Bank, Danone, Lotos, Sysmex, Credit Agricole Bank, Roche, BNP Paribas, ING, Orlen, Aviva, Burda Publishing, la prensa de cristal e Infosys. Grzesiak también participó en conferencias y seminarios de motivación, junto a Robert Cialdini, Anthony Robbins, Robert Kiyosaki, Jack Canfield, Blair Singer, Bob Proctor, Les Brown y Brian Tracy.  Grzesiak hace apariciones frecuentes en las ferias de libros y trabajos en Polonia, reuniendo grandes audiencias. Su experiencia también incluye trabajo con atletas de alto rendimiento (entre los que se incluyen miembros de la Legia de futbol de Varsovia como Jakub Rzeźniczak, otros atletas como Agnieszka Kaczorowska, Przemysław Saleta, Troy Batchelor, Otylia Jędrzejczak), figuras públicas (como; Jaga Hupało, Natalia Lesz, Mateusz Damięcki) y empresarios (como; Rafał Brzoska, Arkadiusz Muś, Bartosz Skwarczek). Grzesiak es autor de libros, artículos de desarrollo personal, negocios y del ámbito científicos,  posee un canal de capacitación en TV por Internet. Tiene fuerte presencia en redes sociales, en su propio blog, y su canal de YouTube, donde activamente presenta videos sobre desarrollo personal y prácticas de negocios. Aparece como invitado frecuente en programas de televisión en Polonia y en el extranjero. Considerado por algunos medios de comunicación como el psicólogo más popular en Polonia.
Mateusz participa en organizaciones benéficas sociales y en campañas para fomentar e incrementar la presencia de las mujeres en el ámbito empresarial. También apoya y motiva a las comunidades de polacos que viven en Inglaterra, Irlanda, Alemania y los Estados Unidos. Durante años, él ha apoyado activamente la introducción de programas de educación blandas en las escuelas.
A partir del 2018 es embajador de la campaña de HTC. Embajador de varias marcas, incluyendo New Balance. Creador de currículos propios en las universidades, que implementa como parte de los estudios MBA y de postgrado desarrollados y realizados por él en los campos de marketing, gestión, liderazgo y coaching.

## Actividad social y caritativa
Grzesiak participa activamente en campañas sociales y eventos caritativos; está comprometido también con promover la actividad empresarial entre mujeres. Participa en eventos tales como Gran Orquesta de Caridad de la Navidad, Fundación Tengo un Sueño, Fundación Entre el Cielo y la Tierra y Global Woman Summit. Da un soporte activo también a la comunidad polaca en Inglaterra, Irlanda, Alemania y EE. Es embajador de la campaña nacional Odblaskowi.pl, cuyo objetivo es promover elementos de alta visibilidad, que permiten estar visibles a los peatones y ciclistas que los llevan puestos y al mismo tiempo mejoran su seguridad en la calle; campaña #17millones, organizada por la Fundación de Ayuda a los Niños “Kolorowy Świat”, que se encarga de prestar ayuda a los niños que sufren de parálisis cerebral. Se le considera un promotor de cultura de bienvenida. Desde hace mucho tiempo toma actividad para introducir en escuelas la enseñanza de competencias clave y promueve la idea del llamado lifelong learning.

## Trabajo científico
Grzesiak tiene un Doctorado en Administración con especialidad de Economía otorgado por la Escuela de Economía de Varsovia. El título de su tesis doctoral fue Creación de  la marca personal en el canal de YouTube en Polonia y Estados Unidos. Es autor de publicaciones científicas y apareció como invitado en diversas conferencias científicas en Polonia y en otros países (como, en Italia y EAU). Grzesiak también es activo conferencista en instituciones de educación superior tales como la Escuela de Economía de Varsovia, la Universidad de Dąbrowa Górnicza, la Universidad de Szczecin y la Universidad de Oxford. Desde 2017, es miembro del Senado académico y ocupa el cargo de profesor adjunto en el departamento de management de la Universidad de Dąbrowa Górnicza. Grzesiak es un miembro activo del comité científico de la Universidad de Humanidades y Economía (Scientific Committee of Creativity Personalisation Conference), del consejo de expertos de la Universidad de Dąbrowa Górnicza de la Sociedad Económica Polaca, la Asociación Polaca de Comercialización Científica, la Sociedad Científica de Organización y Management, y  de la American Marketing Association. Participa activamente en proyectos internacionales de investigación: en 2018 junto con científicos de Polonia, Italia, Francia y Alemania ha participado en programa E-comma, fundado de fondos de la Unión Europea y programa Erasmus++, cuyo objetivo es identificar nuevos papeles profesionales en e-marketing y e-commerce, y crear en este campo cursos do formación correspondientes. Invitado, forma parte de Consejos Científicos del Programa de conferencias científicas, entre otros, de la organizada por la Universidad de Ciencias Económicas de Katowice conferencia internacional bajo título “Negocio en cultura – cultura en negocio”, y también de los Comités Organizadores de, entre otras, conferencia Socialia 2018, que trata de problemas sociales y pedagógicos de Europa moderna. A partir del 2018 es miembro de International Society of Schema Therapy.

## Escritura periodística
Es autor de artículos para, entre otros, Forbes Brasil, Administradores, Warsaw Business Journal y NaTemat.pl  así como columnista para el semanario Wprost.  y la revista Elleman. También aparece como experto en varios programas de televisión y radio en Polonia y en el extranjero.  Ha sido citado repetidamente por portales web polacos, eslovacos, austriacos, rusos, ucranianos, vietnamitas e ingleses (incluyendo NBC y The Oprah Magazine). Los medios de comunicación lo llaman el psicólogo, entrenador y consultor más popular en Polonia.

## Publicaciones
| ISBN              | Título | Editorial          | Ciudad y años de publicación |
| ----------------- | --- | ------------------ | ---------------------------- |
| 978-83-246-1083-9 | TyMyśl. Inaczej inni zrobią to za Ciebie... (Tu piensas, De lo contrario, otros lo harán por ti ... ) | Helion/Sensus      | Gliwice 2007                 |
| 978-83-246-1404-2 | Alpha Male (Hombre alfa) | Helion/Sensus      | Gliwice 2008                 |
| 978-83-246-1520-9 | Alpha Female (Mujer Alfa) | Helion/Sensus      | Gliwice 2009                 |
| 978-83-61299-81-3 | Wyjątkowy Nauczyciel. Szkolenia XXI wieku (Profesor excepcional. Seminarios del siglo XXI) | Gruner+Jahr Polska | Varsovia 2009                |
| 978-83-246-2737-0 | Alpha Human (Humano Alfa) | Helion/Sensus      | Gliwice 2010                 |
| 978-83-246-3704-1 | Ego-rcyzmy (Ego-rcismos ) | Helion/Sensus      | Gliwice 2012                 |
| 978-83-246-9655-0 | Success and Change (Éxito y cambio ) | Helion/Sensus      | Varsovia 2014                |
| 978-83-283-0801-5 | 100 happy days, czyli jak się robi szczęście w 100 dni (100 días felices, es decir como crear tu felicidad en 100 días) | Onepress           | Gliwice 2015                 |
| 978-83-283-1100-8 | Psychologia relacji, czyli Jak budować świadome związki z partnerem, dziećmi i rodzicami (Psicología de las relaciones- como construir una relación consciente con tu pareja, hijos y con tus padres)                                               | Helion             | Gliwice 2016                 |
| 978-83-283-1350-7 | Psychologia Sprzedaży – droga do sprawczości, niezależności i pieniędzy (Psicología de las ventas- el camino hacia la eficiencia, la independencia y el dinero)                                                                                     | Helion             | Gliwice 2016                 |
| 978-83-283-1363-7 | Psychologia Zmiany – najskuteczniejsze narzędzia pracy z ludzkimi emocjami, zachowaniami i myśleniem (Psicologia de la transformación- las más efectivas herramientas para trabajar con las emociones, los comportamientos y el pensamiento humano) | Helion             | Gliwice 2016                 |
| 978-83-246-4760-6 | Psychologia Nauczania – czyli jak skutecznie prowadzić szkolenia, zarządzać grupami i występować przed publicznością (Psicología de la enseñanza- como realizar seminarios de forma efectiva, manejar los grupos, y presentar en publicar)          | Helion             | Gliwice 2017                 |
| 978-83-948280-0-4 | Psychologia Hejtu, czyli jak radzić sobie z krytyką w życiu osobistym i zawodowymi (Psicología del odio- cómo lidiar con la crítica en la vida personal y profesional)                                                                              | Starway            | Varsovia 2017                |
| 978-3-319-69696-6 | Personal Brand Creation in the Digital Age: Theory, Research and Practice (Creación de la marca personal en la era digital: teoría, investigación y práctica)                                                                                       | Palgrave Macmillan | Londres 2018                 |
| 978-83-283-4816-5 | Podręcznik perswazji. Najskuteczniejsze metody przekonywania innych i świadomej ochrony przed manipulacją (Manual de persuasión. Los métodos más eficaces de convencer a los demás y de protegerse conscientemente a sí mismo ante manipulación)    | Onepress           | Gliwice 2018                 |
| 978-83-283-4916-2 | Kalendarz CreateYourself 2019 (Calendario CreateYourself 2019) | Helion             | Gliwice 2018                 |
| 978-83-283-5761-7 | Fast Languages. Szybka nauka języków obcych (Fast Languages. Aprendizaje rápido de idiomas extranjeros) | Onepress           | Gliwice 2019                 |
| 978-83-283-5859-1 | Personal branding, czyli jak skutecznie zbudować autentyczną markę osobistą (Marca personal o cómo construir efectivamente una marca personal auténtica)                                                                                            | Onepress           | Gliwice 2019                 |
| 978-83-283-5861-4 | Kalendarz CreateYourself 2020 (Calendario CreateYourself 2020) | Onepress           | Gliwice 2019                 |
| 978-83-948280-4-2 | Twoja (R)ewolucja (Tu (R)evolución) | Starway            | Varsovia 2019                |
| 978-83-283-6893-4 | Kalendarz CreateYourself 2021 (Calendario CreateYourself 2021) | Onepress           | Gliwice 2020                 |
| 978-83-283-6781-4 | Pewność Siebie (Confianza en sí mismo) | Onepress           | Gliwice 2020                 |
| 978-83-66491-03-8 | Marka osobista w kształtowaniu kariery zawodowej kadry menedżerskiej (Marca personal en la configuración de la carrera profesional del personal directivo)                                                                                          | Difin              | Varsovia 2020                |
| 978-83-283-8154-4 | Bądź skuteczny. 50 narzędzi rozwijających efektywność osobistą i zawodową (Sé eficaz. 50 herramientas para desarrollar la eficiencia personal y profesional)                                                                                        | Onepress           | Gliwice 2021                 |
| 978-83-283-8227-5 | Kalendarz CreateYourself 2022 (Calendario CreateYourself 2022) | Onepress           | Gliwice 2021                 |

## Premios
Uno de sus mejores reconocimientos es el que la gente y los medios de comunicación le han otorgado por su gran labor en el fomento y la creación del desarrollo personal en Polonia. En 2015, su libro de Éxito y Transformación fue el libro mejor vendido en el campo de la psicología. Grzesiak también ganó el premio de Manager Award 2017 por la implementación de formas más modernas en gestión y administración en las compañías polacas, y por la implementación de estrategias innovadoras en el área automotriz e industria del petróleo, así también como por su trabajo científico en la construcción y creación de la marca personal, y su comercialización. Grzesiak también recibió un título del Optimista del año 2017, de Lujosa marca 2017. Fue galardonado con el premio de Tiger of Business 2018 por su efectividad en el emprendimiento polaco y en el extranjero. También recibió el premio de Initiator of Business 2017 que se otorga a los mejores Managers de Polonia. Sus artículos científicos reciben distinciones durante conferencias internacionales, como, por ejemplo, artículo Young Consumers’ Behaviours in Social Media and Their Impact on Personal Brand Development, cuyos autores fueron Grzesiak junto con prof. Katarzyna Bilinska-Reformat, que fue dinstinguido con premio Research Excellence Award durante la conferencia The International Scientific Conference on Challenges in Business and Social Sciences en Dubái. Durante plebiscito Orły de la revista “Wprost” fue distinguido con estatuilla del Profesor del Negocio Polaco por introducir métodos innovadores de formación que llevan al desarrollo de empresas polacas y a crear líderes en el negocio. En 2018 ha recibido también el título del “Visionario del año 2018” que se le otorga a la persona que crea y presenta planes e ideas relacionadas con el futuro, es decir, tiene todos los rasgos más importantes que un visionario debe tener. Junto con prof. dr hab. Katarzyna Bilińska-Reformat de la Universidad de Ciencis Económicas de Katowice fueron distinguidos con premio “Science for business” por crear soluciones innovadoras que dan resultados reales en el campo de negocios, en especial, en materia de ciencia de administración y marketing para el sector de empresas pequeñas y medianas y por establecer nuevas direcciones de desarrollo para el sector de cursos de formación profesional y de consulting. Ha sido distinguido con el premio “Profesor del año 2018” por los estudiantes de la Escuela Superior de Negocio en categoría Personalidad. Este premio se les otorga a los profesores que transmiten sus conocimientos con pasión y dedicación cuidando al mismo tiempo el nivel de enseñanza. Sus clases se caracterizan por enfoque profesional, real y carismático. En 2018 recibió el Premio Polaco a la Fuerza de Mentoría por realizar actividades consistentes para la promoción de la mentoría para las empresas y clientes individuales.  En 2019, fue galardonado con el premio Top President a los gerentes más interesantes, mejores, prometedores e inspiradores. En el mismo año, también recibió la estatuilla de «Éxito Internacional del Año» por los logros científicos y empresariales en los mercados extranjeros y la promoción de la cultura de la educación y recibió el título de «Mérito para el Marketing Multinivel». También fue galardonado con la Medalla de la Comisión Nacional de Educación. La revista Law Business Quality le otorgó un premio especial por apoyar y actuar a favor de las mujeres. En diciembre de 2019, fue galardonado con el premio «Modelo a seguir en el Mundo Empresarial» por el Foro de Estudiantes del Business Centre Club. En 2019, recibió la Tarjeta Verde y se convirtió en residente de EE. UU. sobre la base de EB1, popularmente llamada visa para genios, otorgada por logros excepcionales en el campo de la ciencia y los negocios. En 2020, la compañía administrada por él, Starway, recibió el prestigioso premio de «Diamantes de Forbes de 2020». En 2021, fue galardonado con la Cruz de Bronce al Mérito por el presidente de la República de Polonia por su especial contribución al desarrollo de la ciencia.

## Deportes
Grzesiak se un gran apasionado de los deportes. Entrena lucha olímpica, lleva un cinturón púrpura en jiu-jitsu brasileño. Él es un árbitro de voleibol y un salvavidas acuático Junior. Tiene el rango de Maestría de buceo PADI. Frecuentemente aparece en los medios de comunicación como promotor de estilo de vida saludable. Se han realizado numerosas publicaciones sobre su transformación física.

## Música
Es el autor del concepto y la letra del álbum Anioły i Demony (Ángeles y Demonios) lanzado por Step Records, para el que Marcin «Pawbeats» Pawłowski compuso y arregló la música. Zbigniew Zamachowski y Danuta Stenka también aparecieron en el álbum que consta de 12 piezas, que son una combinación de música, ciencia, arte y psicología.